# 征矢野晃雄

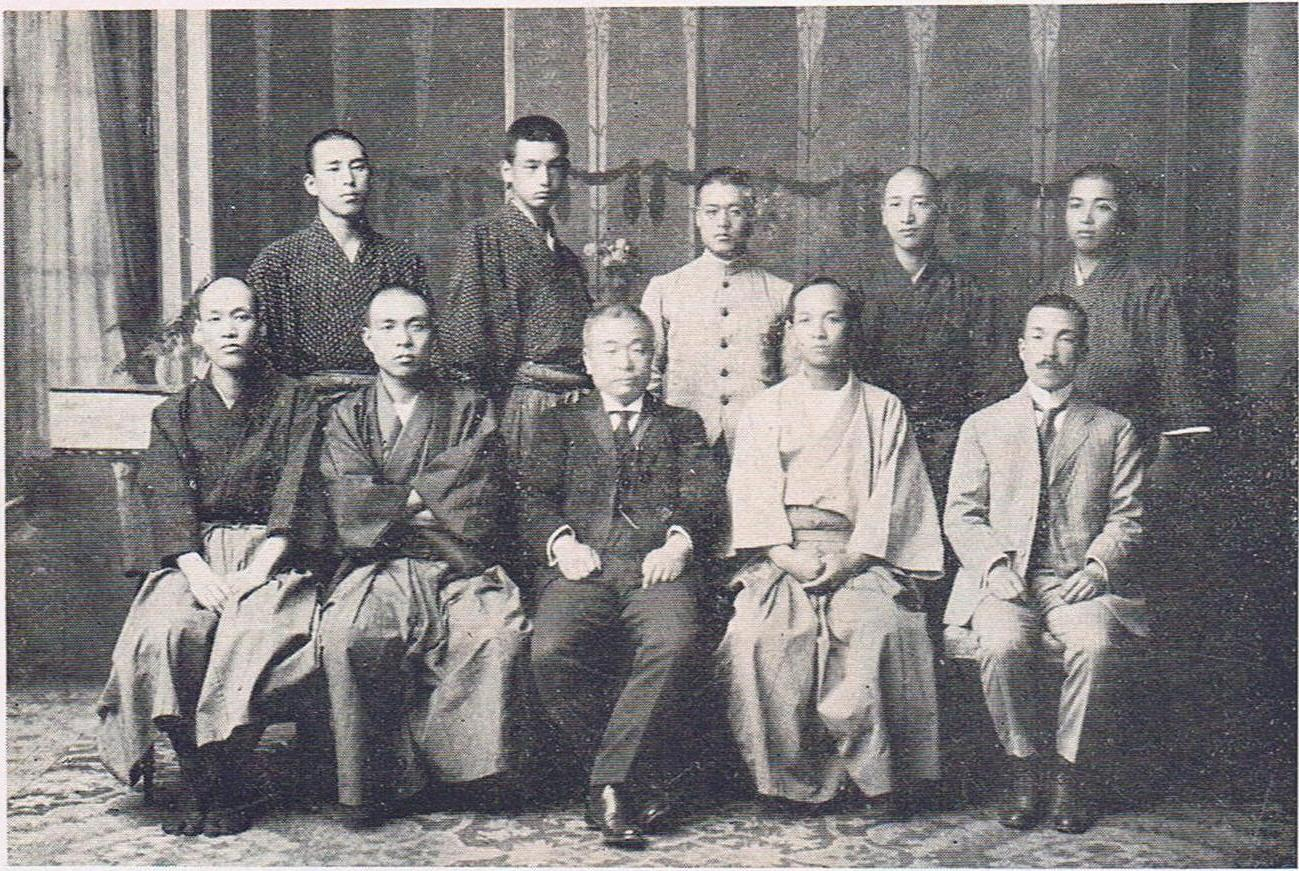
後列中央、征矢野晃雄、前列、高倉徳太郎、植村正久、金井為一郎（右から2人目）、斎藤勇、1912年あるいは1913年の夏の山上寮員

征矢野 晃雄（そやの てるお、1889年1月22日 - 1929年4月26日）は、日本の神学者、哲学者である。

## 生涯
長野県塩尻市出身。1910年(明治43年)日本基督教会富士見町教会で植村正久に洗礼を受ける。富士見町教会有志青年の寄宿舎山上寮に材料する第一高等学校、東京帝国大学を卒業する。卒業後は、福岡高等学校教授に就任した。
1926年（大正15年）に植村正久の死後、東京に戻り東京神学社、東京女子大学で哲学を教える。東京神学社の同僚に高倉徳太郎がいる。
戸山教会（信濃町教会）に転会し、高倉の協力者になった。カント、ヤーコプ・ベーメ、トマス・アクィナス、アウグスティヌスなどの研究を進めた。
1929年（昭和4年）に神奈川県茅ヶ崎町の自宅で病死した。

## 著作
- 『聖アウグスチヌス研究』
- 『信仰と道徳』